# Lijst van Belgische meteorieten
Dit is een volledige lijst van meteorieten waarvan bekend is dat ze op Belgisch grondgebied zijn ingeslagen.

## Lijst
- Meteoriet van Sint-Denijs-Westrem (1855)
- Meteoriet van Tourinnes-la-Grosse (1863)
- Meteoriet van Lesves (1896)
- Meteoriet van Gerpinnes (1934)
- Meteoriet van de Hoge Venen (1965)
- Meteoriet van Tintigny (1971)

Enkele mogelijke meteorieten waarvan slechts melding werd gemaakt in de geschiedenis:
- Meteoriet van Bergen (1186/1187)
- Meteoriet van Brussel (ca. 1520)
- Meteoriet van Charleroi (1634)